# Mesovelia thomasi
Mesovelia thomasi är en insektsart som beskrevs av Hungerford 1951. Mesovelia thomasi ingår i släktet Mesovelia och familjen vattenspringare. Inga underarter finns listade i Catalogue of Life.